# الخلفية التاريخية للعهد الجديد

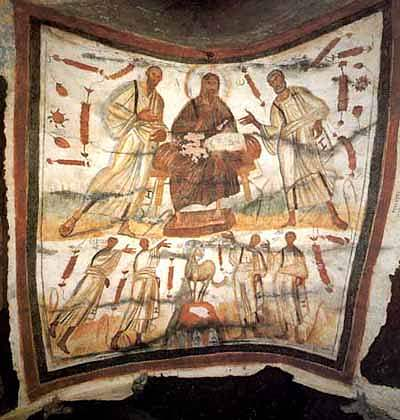
المسيح بين بطرس وبولس، القرن الرابع.

معظم العلماء الذين يدرسون يسوع التاريخي والمسيحية المبكرة يعتقدون أن الأناجيل القانونية وحياة يسوع يجب أن ينظر إليها ضمن السياق التاريخي والثقافي بدلا من السياق المسيحي الأرثوذكسي فقط. ينظر العلماء إلى يهودية الهيكل الثاني، التوترات والاتجاهات والتغيرات في المنطقة تحت تأثير الهلنستية والاحتلال الروماني، والفصائل اليهودية في ذلك الوقت، مع رؤية يسوع كيهودي في هذه البيئة؛ والنظر إلى أصول كتب العهد الجديد من التقاليد الشفوية بعد وفاته.
في 64 قبل الميلاد، تم ضم يهودا المهلينة جزئيا بالفعل إلى الجمهورية الرومانية كمملكة تابعة عندما غزا بومبيوس الكبير القدس. عامل الرومان يهودا كمعبر مهم بين الأراضي النشطة في التجارة وكذلك كدويلة حاجزة ضد الإمبراطورية الفرثية. تم فرض الحكم المباشر في عام 6 م وكان يتم تعيين البريفيكتوس الرومان للحفاظ على النظام. بعد الانتفاضة من قبل يهوذا الجليلي وقبل بيلاطس (26 م)، عمومًا، كانت يهودا الرومانية مضطربة ولكن مدارة ذاتيا وحدثت في بعض الأحيان أعمال شغب وتمردات متفرقة ومقاومة عنيفة.
أدى الصراع بين اليهود والرومان خلال الربع الثالث من القرن الأول إلى زيادة حدة التوتر. وقد بلغت هذه التوترات ذروتها مع الثورة اليهودية الكبرى وتدمير الهيكل الثاني في القدس قبل نهاية الربع الثالث من القرن الأول. دمرت هذه الحرب القدس على نحو فعال، وتم بناؤها مجددا في وقت لاحق كمستعمرة رومانية باسم ايليا كابيتولينا، وقد تم منع اليهود من الاقامة بها.

## الفصائل والجماعات والطوائف في الفترة الرومانية
يسعى المؤرخون إلى فهم أين يمكن تصنيف يسوع وأتباعه بين الفصائل اليهودية في ذلك الوقت. وفقا للمؤرخ الروماني يوسيفوس فلافيوس، فإن الأحزاب الثلاثة في اليهودية في ذلك العصر كانت الفريسيين، الصدوقيين والأسينيين، وكان الحزب الأخير من هؤلاء الثلاثة على ما يبدو مهمشا. تحدث يوسيفوس أيضا عن «حركة رابعة»، زيلوت، Lestai أو السيكاري.
الفريسيون كانوا قوة كبيرة في يهودا القرن الأول. شارك المسيحيون الأوائل العديد من المعتقدات مع الفريسيين، مثل القيامة، والعقاب في العالم الآخر والملائكة وحرية الإنسان والعناية الإلهية. ويعتقد بعض الباحثين أن يسوع نفسه كان فريسيا. في زمن يسوع، كانت أهم مدارس الفكر بين الفريسيين هي مذهب هليل، والذي كانت قد تأسس من قبل تانا وHillel the Elder، ومذهب شماي. اتفق يسوع مع تعاليم شماي بشأن الطلاق.Mk 10:1–12] علق يسوع أيضا على تعاليم مذهب هليل (التلمود البابلي، Shabbat 31a) بشأن القاعدة الذهبية.Mt 7:12] لا يعرف المؤرخون ما إذا كان هناك فريسيين في الجليل خلال حياة يسوع، أو كيف كانوا سيبدون.
كان الصدوقيون أقوياء خصوصًا في القدس. قبلوا القانون المكتوب فقط، ورفضوا التفسيرات التقليدية المقبولة من قبل الفريسيين، مثل الإيمان بالقصاص في الآخرة والقيامة، والملائكة والأرواح. بعد سقوط القدس، اختفوا من التاريخ.
كان الأسينيون زاهدين، وكانوا أحد ثلاثة (أو أربعة) من المدارس اليهودية الكبرى في ذلك العصر، على الرغم من أنهم لم يذكروا في العهد الجديد. يرى بعض العلماء أن يسوع كان أسينيا، أو مقربا منهم على الأقل. بين هؤلاء العلماء البابا بندكت السادس عشر، الذي يفترض في كتابه عن يسوع أنه «يبدو أنه لم يكن فقط يوحنا المعمدان، ولكن ربما يسوع وعائلته كذلك، كانوا مقربين من المجتمع القمراني.»
«الزيلوت» أو «الغيورون» كانوا حزبا ثوري معارضا للحكم الروماني، وواحد من تلك الأطراف التي، وفقا ليوسيفوس ألهمت الوقوف المتعصب في القدس والذي أدى إلى تدميرها في العام 70 م. يحدد لوقا سمعان، وهو أحد رسل المسيح الإثني عشر، كـ«غيور» (زيلوت)، وهو ما قد يعني أنه كان عضوا في طائفة الغيورين أو فقط كان شخصا متحمسا. فكرة أن يسوع نفسه كان زيلوت لا تتفق مع أقدم المحتويات الإزائية التي تصفه. بدلا من ذلك، وفقا لديل مارتن من جامعة ييل  وبدعم من بارت إيرمان، وكذلك مقال لجيمس ستل، فقد انسبك يسوع في ضوء غيور/عنيف تنبؤي.

## تحليل الأناجيل
معظم المؤرخين يرون الأناجيل ليس كشهادات موضوعية عن يسوع، ولكن كمنتج من رجال يكتبون في فترة معينة، ويتصارعون مع قضايا لاهوتية فضلا عن القضايا السياسية. على وجه التحديد، يفترضون أن بعد وفاة يسوع، دارت أقواله والقصص عنه بين أتباعه حتى فترة معينة في منتصف القرن 1 عندما كتب شخص (أو مجموعة من الناس) أقواله باليونانية (انظر الوثيقة ق) وقام شخص بتحرير وتنظيم القصص عن حياته في سرد تاريخي: إنجيل مرقس. بتعميم هاتين الوثيقتين بين المسيحيين، تم تحرير روايات تاريخية أخرى وتنظيمها. تم اعتبار الأناجيل الأربعة المنسوبة إلى متى ومرقس ولوقا ويوحنا موثوقة من قبل الـ proto-Orthodoxy بحلول القرن 2. اقترح بعض المؤرخين أن بين اضطهاد نيرو للمسيحيين في 64 م والتمرد اليهودي في 66 م، رأى المسيحيون من غير اليهود تحميل اليهود وليس الرومان المسؤولية عن موت يسوع أكثر منطقية.
بما أن الأناجيل يعتقد عموما أنها تم تكوينها في فترة ما بعد الثورة التي كانت من 66 إلى 73، فقد تم اقتراح أن المسيحيين اضطروا إلى إعادة تشكيل مزاعمهم اللاهوتية والتنبؤية بالنظر إلى أن يسوع لم يعد فورا لاستعادة المملكة اليهودية. وعلاوة على ذلك، مع ظهور المسيحية كدين جديد يسعى للحصول على معتنقين جدد بين الأمم (وفي نهاية المطاف كدين الإمبراطور نفسه) كان لزاما عليها أن تؤكد لكل من السلطات الرومانية والجماهير الأممية المحتملة أنها لا تهدد ولا تتحدى سيادة الإمبراطورية. قال بعض المؤرخين بأن هذين الشرطين قد لعبا دورا حاسما في مراجعة التقارير عن حياة يسوع وتعاليمه لتتخذ الشكل الذي أخذته في نهاية المطاف في الأناجيل.

## انفصال المسيحية المبكرة واليهودية الربانية
كما هو الحال مع العديد من الأديان، لا يوجد تاريخ تأسيس دقيق متفق عليه من قبل جميع الأطراف. المسيحيون تقليديا يعتقدون أن المسيحية بدأت مع كهنوت يسوع وتعيين الرسل الاثني عشر أو الرسل السبعين، انظر أيضا الإرسالية الكبرى. يتفق معظم المؤرخين على أن يسوع أو أتباعه قد أسسوا طائفة يهودية جديدة جذبت معتنقين من كل من اليهود والأممين. يواصل المؤرخون النقاش حول اللحظة التي أصبحت فيها المسيحية دينا جديدا، ومختلف عن اليهودية. بعض المسيحيين كانوا لا يزالون جزءا من المجتمع اليهودي حتى ثورة بار كوخبا في عقد 130، انظر أيضا: المسيحيون اليهود. في القرن 4، يوحنا فم الذهب نهى المسيحيين بقوة عن حضور الأعياد اليهودية في أنطاكية، مما يوحي بوجود بعض الاتصال المستمر على الأقل بين المجموعتين في تلك المدينة. انظر أيضا أربعة عشرية، قسطنطين العظيم والمسيحية. وفقا للمؤرخ شاي كوهين:
انفصال المسيحية عن اليهودية هي عملية وليست حدثا. جزء أساسي من هذه العملية هو أن الكنيسة أصبحت متكونة أكثر فأكثر من غير اليهود، وأقل يهودية أكثر فأكثر، ولكن الانفصال تجلى بطرق مختلفة في كل مجتمع محلي أقام فيه اليهود والمسيحيين معا. في بعض الأماكن، طرد اليهود المسيحيين وفي أماكن أخرى غادر المسيحيون من تلقاء أنفسهم.
وفقا لكوهين انتهت هذه العملية في 70 م، بعد الثورة، عندما اختفت طوائف يهودية متعددة وتطورت اليهودية الفريسية إلى اليهودية الربانية وظهرت المسيحية كدين مختلف.
يرى العديد من المؤرخين أن الأناجيل أخذت شكلها النهائي بعد الثورة الكبرى وتدمير الهيكل، على الرغم من أن بعض الباحثين يؤرخون تأليف إنجيل مرقس إلى عقد 60. يرون المسيحيين والفريسيين كحركات متنافسة داخل اليهودية والتي لم تنقسم بصورة حاسمة إلا بعد ثورة بار كوخبا، عندما ظهرت المسيحية كدين جديد (من المنظور اليهودي على الأقل).

### ظهور المسيحية
بولا فريدريكسون، في «من يسوع إلى المسيح»، أشارت إلى أن تأثير يسوع على أتباعه كان من الضخامة بحيث أنهم لم يمكنهم تقبل الفشل. وفقا للعهد الجديد بعض المسيحيين اعتقدوا أنهم قابلوا يسوع بعد صلبه، وقالوا أنه قد قام (الاعتقاد في القيامة من بين الأموات في العصر المسياني كانت عقيدة فريسية رئيسية) وسوف يعود قريبا ليفي ببقية النبوءة المسيانية مثل قيامة الأموات. تبنى أخرون الغنوصية كوسيلة للحفاظ على حيوية وصحة تعاليم يسوع (انظر إلين باجلز، الأناجيل الغنوصية). بما إن أوائل المسيحيين اعتقدوا بأن يسوع قد حل بالفعل محل الهيكل كتعبير عن الوعد الجديد كانوا نسبيا غير مبالين بتدمير الهيكل، على الرغم من أنه أصبح ينظر إليه كرمز في عقيدة الاستبدالية.
وفقا لمؤرخي الهلنستية اليهودية فإن فشل يسوع في إقامة ملكوت الله، ووفاته على أيدي الرومان، يبطل أي ادعاء مسيحاني (انظر: نبي).
حسب العديد من المؤرخين معظم تعاليم يسوع كانت مقبولة ليهودية الهيكل الثاني؛ إلا أن ما فرق المسيحيين عن اليهود كان إيمانهم في أن المسيح هو المشيح المبعوث. الإيمان بالمشيح المبعوث هو غير مقبول بالنسبة لليهود اليوم وبالنسبة للحاخامية اليهودية، وقد استخدمت السلطات اليهودية هذه الحقيقة لفترة طويلة لشرح الانفصال بين اليهودية والمسيحية. تصور أعمال حديثة من قبل مؤرخين صورة أكثر تعقيدا لليهودية أواخر فترة الهيكل الثاني والمسيحية المبكرة. اقترح بعض المؤرخين أن قبل وفاته زيف يسوع بين المؤمنين به اعتقادا أن ملكوت الله وقيامة الأموات قريبة، مع استثناءات قليلة (يوحنا 20: 24-29) عندما رأوه بعد صلبه، لم يكن لديهم أي شك في أنه قد قام، وأن استعادة المملكة وقيامة الأموات قريبة. هذه المعتقدات كانت متوافقة مع يهودية الهيكل الثاني. في السنوات التالية فشلت إعادة المملكة كما توقع اليهود. بعض المسيحيين اعتقدوا بدلا من ذلك أن المسيح -بدلا من كونه المسيح اليهودي- هو الله المتجسد الذي مات من أجل خطايا البشرية، وأن الإيمان بيسوع المسيح يمنح الحياة الأبدية (انظر: كرستولوجيا).
يوجد أساس هذا التفسير الجديد لصلب يسوع وقيامته في رسائل بولس وفي سفر الأعمال. معظم اليهود يرون بولس كمؤسس المسيحية والمسؤول عن الانفصال مع اليهودية. مؤخرا يرى الباحث دانيال Boyarin أن لاهوت بولس حول الروح هو أكثر تجذرا في اليهودية الهلنستية مما يعتقد عموما. في «يهودي متطرف» يقول Boyarin أن بولس جمع بين حياة يسوع وبين الفلسفة اليونانية لإعادة تفسير الكتاب المقدس العبري من حيث المعارضة الأفلاطونية بين المثالية (وهي حقيقية) والمادة (وهي خطأ). انظر أيضا: بولس الرسول واليهودية ‏. اليهودية هي دين مادي حيث العضوية ليست على أساس المعتقد بل النسب من إبراهيم، ويتميز بالختان، مع التركيز على كيفية عيش هذه الحياة بشكل صحيح. رأى بولس في رمز يسوع المبعوث إمكانية مشيح روحي وليس ماديا. واستخدم هذا المفهوم عن المشيح في الدعوة إلى دين يمكن من خلاله لكل الناس — ليس فقط من نسل إبراهيم أن يعبدوا رب إبراهيم. على عكس اليهودية، التي ترى أنها دين مناسب فقط لليهود، المسيحية البولصية ادعت أنها الدين المناسب لجميع الناس.
وبصيغة أخرى، من خلال التمييز الأفلاطوني بين المادية والمثالية، أظهر بولس كيف أن روح المسيح يمكن أن توفر لجميع الناس وسيلة إلى عبادة الله — الله الذي سبق أن عبده اليهود فقط. يصر Boyarin على أن بولس كان يهوديا. ولكن يجادل Boyarin أن لاهوت بولس قدم نسخة جذابة جدا من المسيحية إلى الوثنيين. ومع ذلك، يرى Boyarin أيضا أن إعادة الصياغة الأفلاطونية هذه لكل من تعاليم يسوع واليهودية الفريسية كأساسية من أجل ظهور المسيحية كدين مختلف، لأنها تبرر اليهودية دون الشريعة اليهودية (انظر أيضا الوعد الجديد).
أدت هذه الأحداث والاتجاهات السابقة إلى الفصل التدريجي بين المسيحية واليهودية الحاخامية. وفقا للمؤرخ شاي كوهين "المسيحية المبكرة توقفت عن أن تكون طائفة يهودية عندما توقفت عن الالتزام بالممارسات اليهودية.

## الحواشي
1. ↑  فريدريكسون ، بولا (1988). من يسوع إلى المسيح
2. ↑  Sanders, E.P. (1987). Jesus and Judaism, Fortress Press (ردمك 0-8006-2061-5) pp. 1-9
3. ↑  "الفريسيين", عبر, F. L. ed. قاموس أكسفورد للكنيسة المسيحية. نيويورك: مطبعة جامعة أكسفورد. 2005
4. ↑  Based on a comparison of the gospels with the Talmud and other Jewish literature. Maccoby, Hyam Jesus the Pharisee, Scm Press, 2003. (ردمك 0-334-02914-7); Falk, Harvey Jesus the Pharisee: A New Look at the Jewishness of Jesus, Wipf & Stock Publishers (2003). (ردمك 1-59244-313-3).
5. ↑  Neusner, Jacob  [لغات أخرى]‏ (2000). A Rabbi Talks With Jesus. Montreal; Ithaca: McGill-Queen's University Press. (ردمك 978-0-7735-2046-2). Rabbi Neusner contends that Jesus' teachings were closer to the House of Shammai than the House of Hillel.
6. ↑  روبرت فنك وندوة يسوع. أعمال يسوع: البحث عن أفعال يسوع الحقيقية.  هاربر. 1998.
7. ↑  "الصدوقيين". الصليب F. L. ed. قاموس أكسفورد للكنيسة المسيحية. نيويورك: مطبعة جامعة أكسفورد. 2005
8. ↑  Based on a comparison of the gospels with the Dead Sea Scrolls, especially the معلم البر and Pierced Messiah. Eisenman, Robert James the Brother of Jesus: The Key to Unlocking the Secrets of Early Christianity and the Dead Sea Scrolls, Penguin (Non-Classics), 1998. (ردمك 0-14-025773-X); Stegemann, Hartmut  [لغات أخرى]‏ The Library of Qumran: On the Essenes, Qumran, John the Baptist, and Jesus. Grand Rapids MI, 1998. See also Broshi, Magen, "What Jesus Learned from the Essenes", الأثريات الكتابية (مجلة), 30:1, pg. 32–37, 64. Magen notes similarities between Jesus' teachings on the virtue of poverty and divorce, and Essene teachings as related in Josephus' The Jewish Wars and in the وثيقة دمشق of the Dead Sea Scrolls, respectively. See also Akers, Keith The Lost Religion of Jesus. Lantern, 2000. (ردمك 1-930051-26-3)
9. ↑  جوزيف راتزينغر البابا بنديكتوس السادس عشر ، يسوع الناصري ، ص. 14
10. 1 2  "المتعصبين". الصليب F. L. ed. قاموس أكسفورد للكنيسة المسيحية. نيويورك: مطبعة جامعة أكسفورد. 2005
11. ↑  "يسوع المسيح". الصليب F. L. ed. قاموس أكسفورد للكنيسة المسيحية. نيويورك: مطبعة جامعة أكسفورد. 2005
12. ↑  "Open Yale Courses". مؤرشف من الأصل في 2017-02-16. اطلع عليه بتاريخ 2016-04-22.
13. ↑  Lydia Smith. "Was Jesus Tooled Up? Bible Analysis Claims Disciples Carried Weapons During Passover". International Business Times UK. مؤرشف من الأصل في 2018-08-01. اطلع عليه بتاريخ 2016-04-22.
14. ↑  "The Problem with Jesus' Arrest and Trial". مؤرشف من الأصل في 2018-08-01. اطلع عليه بتاريخ 2016-04-22.
15. ↑  مارتن Hengel  [لغات أخرى]‏, الأناجيل الأربعة واحد إنجيل يسوع المسيح.
16. 1 2  مايكل كوك 2008 الحديثة اليهود الانخراط العهد الجديد اليهودية أضواء الصحافة p. 128
17. ↑  من وجهة النظر التي أعرب عنها في الأناجيل المسيحية التي ظهرت لأول مرة مع هيكل كنيسة يسوع عندما عين "سبعين" وأرسلهم إلى "الحصاد" (أي العمل التبشيري) في لوقا 10  [لغات أخرى]‏.
18. ↑  Cohen, Shaye J.D. (1988). From the Maccabees to the Mishnah (ردمك 0-664-25017-3) p. 228
19. ↑  Cohen, Shaye J.D. (1988). From the Maccabees to the Mishnah (ردمك 0-664-25017-3) pp. 224-225
20. ↑  Michael Cook 2008 Modern Jews Engage the New Testament Jewish Lights Press (ردمك 978-1580233132), p. 19
21. ↑  Fredriksen, Paula (1988. From Jesus to Christ (ردمك 0-300-04864-5) p.5
22. ↑  ماير, جون (1991), هامشية اليهودي إعادة النظر يسوع التاريخي المجلد الأول: جذور المشكلة و الشخص. دوبلداي الصحافة. ص 43-4
23. ↑  Sanders, E.P. (1987). Jesus and Judaism, Fortress Press (ردمك 0-8006-2061-5) p.60
24. ↑  Tapie، Matthew (2015). Aquinas on Israel and the Church. James Clark and Company. ص. 44. ISBN:978-0-227-17507-1. مؤرشف من الأصل في 2020-01-28.
25. 1 2  شاى J. D. كوهين عام 1987 من المكابيين إلى المشناه المكتبة المسيحية في وقت مبكر ، واين ميكس, محرر. وستمنستر الصحافة. 168
26. ↑  شاى J. D. كوهين عام 1987 من المكابيين إلى المشناه المكتبة المسيحية في وقت مبكر ، واين ميكس, محرر. وستمنستر الصحافة. 167-168
27. ↑  بولا فريدريكسين, من يسوع إلى المسيح مطبعة جامعة ييل. ص 133-134
28. ↑  بولا فريدريكسين, من يسوع إلى المسيح مطبعة جامعة ييل. ص 136-142
29. ↑  شاى J. D. كوهين عام 1987 من المكابيين إلى المشناه المكتبة المسيحية في وقت مبكر ، واين ميكس, محرر. وستمنستر الصحافة. 224-228
30. ↑  بولا فريدريكسون, 1988من يسوع إلى المسيح ، مطبعة جامعة ييل. 167-170